# Schede (rivier)
De Schede is een 13 kilometer lange rivier in Nedersaksen, Duitsland, die tegenover Hilwartshausen uitmondt in de Wezer. De bron ligt bij Bühren in het zuidelijk deel van het Bramwald.